# B. Bodnár Éva
B. Bodnár Éva (Abaújszántó, 1958. október 4. –) képzőművész.

## Életrajz
Miskolci középiskolai évek alatt ismerkedett meg a képzőművészettel. Mestere Csabai Kálmán festőművész volt. Részt vett Zebegénybe szervezett alkotótáborban, 1970-es években tagja volt a Dési Huber Képzőművész Körnek. Alapító tagja volt az AMME egyesületnek. Szigethalmi Kulturális Baráti Kör alapító tagja és vezetője volt. Tagja az OKIT-nak, és az Aranyecset Művészeti Egyesületnek. Kedvelt technikái olaj, akril, akvarell és a pasztell. Sokoldalú, fest, ír és fotózással is foglalkozik, valamint zsűrizett, pácfestéssel díszített dobozokat készít.

## Egyéni kiállításai
- 2001 Szigethalom, Városi Könyvtár
- 2005 Ráckeve, Kék Duna Wellness Hotel
- 2008 Jaworzno, Lengyelország
- 2012 Vereb, Közösségi Ház és Könyvtár
- 2012 Tatabánya, Sz. Győrffy Klára Galéria
- 2013 Budapest, Erdei Éva Galéria
- 2013 Budapest, WestEnd Office Irodaház C aula
- 2013 Gárdony, Velencei-tavi Galéria
- 2014 Gárdony, Velencei-tavi Galéria

## Csoportos kiállítások
- 2000, 2001, 2002 Taksony
- 2002, 2003, 2004, 2005 Szigethalom
- 2006, 2007, 2008, 2009 Szigethalom
- 2003, 2004 Dunaharaszti
- 2003, 2004, 2005 Budapest
- 2004 Budakeszi
- 2004 Halásztelek
- 2004, 2005, 2007, 2008 Tököl
- 2007, 2009, 2010 Budapest
- 2011 Gárdony
- 2012 Budapest, Gárdony
- 2013 Budapest, Gárdony

## Állandó csoportos kiállítás
- Aranyecset Művészeti Egyesület ARTAME csoportjának állandó kiállítása

## Köztulajdonban lévő alkotásai
- Fűzfák /50x40cm-színes tus/ Városi Könyvtár, Szigethalom
- Páccal festett doboz, Városi Könyvtár, Jaworzno/Lengyelország
- Gregor József portré /70x50cm, pasztell/ Nemzedékek Háza, Gárdony
- Gárdonyi Géza portré, 70x50 cm pasztell, Gárdony Város Önkormányzata

## Díjai
Aranyecset Szalon képzőművészeti pályázat I. helyezés 2011-ben